# Körösladány vasútállomás
Körösladány vasútállomás egy Békés vármegyei vasútállomás, melyet a MÁV üzemeltet. Körösladány település belterületének északi részén helyezkedik el, nem messze a 47-es főút és a vasút keresztezésétől, közúti elérését a 42 335-ös számú mellékút teszi lehetővé.
Az Alföldi Kéktúra egyik pecsételő pontja.

## Áthaladó vasútvonalak
- Körösnagyharsány–Vésztő–Gyoma-vasútvonal (127)

## Forgalom
| Járat        | Útvonal | Gyakoriság                            |
| ------------ | --- | ------------------------------------- |
| személyvonat | Gyoma – Dévaványa – Körösladány – Szeghalom – Vésztő | Napi 5 Gyoma felé, napi 7 Vésztő felé |
| személyvonat | Békéscsaba → Fényes → Bicere → Gyula (→ Gyulai városerdő) → József Szanatórium → Sarkadi Cukorgyár → Sarkad → Kötegyán → Méhkerék → Sarkadkeresztúr → Okány → Vésztő → Szeghalom → Körösladány → Dévaványa → Gyoma | Napi 2 Gyoma felé                     |